# 5003 Silvanominuto
5003 Silvanominuto (Provisorisk beteckning: 1988 ER2) är en asteroid i asteroidbältet, upptäckt 15 mars 1988 av den italienska astronomen Walter Ferreri vid La Sillaobservatoriet, Chile. Asteroiden har fått sitt namn efter amatörastronomen Silvano Minuto.